# José Augusto de Almeida
José Augusto Pinto de Almeida eller bare José Augusto (født 13. april 1937 i Barreiro, Portugal) er en tidligere portugisisk fodboldspiller (kantspiller) og -træner.
Augusto spillede i ti sæsoner hos Lissabon-storklubben Benfica. Her var han med til at vinde hele otte portugisiske mesteskaber og tr pokaltitler. Han var også med på holdet der vandt Mesterholdenes Europa Cup i både 1961 og 1962. Han spillede i begge finalesejrene, i 1961 mod FC Barcelona og i 1962 mod Real Madrid.
Augusto spillede, mellem 1958 og 1968, 45 kampe for Portugals landshold, hvori han scorede ni mål. Han var en del af det portugisiske hold, der vandt bronze ved VM i 1966 i England. Her spillede han samtlige holdets kampe i turneringen, inklusiv bronzekampen mod Sovjetunionen. Han scorede tre mål i løbet af turneringen
Efter sit karrierestop var Augusto også træner, blandt andet for Portugals landshold og sin gamle klub, Benfica.

## Titler
Primeira Liga
- 1960, 1961, 1963, 1964, 1965, 1967, 1968 og 1969 med Benfica

Taça de Portugal
- 1962, 1964, og 1969 Benfica

Mesterholdenes Europa Cup
- 1961 og 1962 med SL Benfica